# سيفيرنا بارك
سيفيرنا بارك (بالإنجليزية: Severna Park)‏‏ (1958 - )؛ روائية، وكاتبة خيال علمي من الولايات المتحدة.

## الجوائز
- جائزة نابيولا لأفضل قصة قصيرة  [لغات أخرى]‏